# 서탄초등학교 내수분교
서탄초등학교 내수분교는 대한민국 경기도 평택시에 있는 공립 초등학교이다.

## 학교 연혁
- 1967년 6월 1일: 서탄국민학교 내수분교장 개교
- 1968년 3월 1일: 내수국민학교 분리
- 1995년 3월 1일: 서탄국민학교 내수분교로 편입
- 1996년 3월 1일: 서탄초등학교 내수분교로 개칭

## 참고 자료
- 서탄초등학교내수분교장 - 한국교육학술정보원 학교알리미